# Kaupanger
Kaupanger è un villaggio situato lungo la riva settentrionale del Sognefjord nel comune di Sogndal, nella contea di Vestland, in Norvegia.
Si trova lungo la Norwegian National Road 5, a circa 12 km a sud-est del centro comunale di Sogndalsfjøra e circa 8 km nord-est della Aeroporto Haukåsen.
Il villaggio si estende per circa 0,87 km² (210 acri) ed ha una popolazione di circa 931 abitanti.